# Neblinagena prima
Neblinagena prima is een keversoort uit de familie beekkevers (Elmidae). De wetenschappelijke naam van de soort werd in 1985 gepubliceerd door Spangler.